# Gorgodon
Gorgodon is een geslacht van uitgestorven basale synapsiden. Het geslacht is monotypisch, alleen bekend van de typesoort Gorgodon minutus uit het Vroeg-Perm van het zuidwesten van de Verenigde Staten.

## Naamgeving
De enige bekende overblijfselen van Gorgodon zijn twee fossielen bestaande uit fragmenten van de schedel. Gorgodon werd beschreven en benoemd in 1962 door paleontoloog Everett C. Olson vanuit de San Angelo-formatie in Knox County (Texas).
De typesoort is Gorgodon minutus. De geslachtsnaam betekent Gorgoon-tand. De soortaanduiding betekent 'van klein formaat'.
Het holotype is CNHM UR 495, een schedel gevonden in de Kahn Quarry bij de Driver Ranch, in Knox County, Texas, in de Flowerpotafzetting van de Upper San Angeloformatie.

## Beschrijving
Gebaseerd op wat bekend is van Gorgodon - de squamosa, quadrata en pterygoïde botten van de achterkant van de schedel, de maxillaire en premaxillaire botten die de voorkant van de schedel vormen, en verschillende tanden - had Gorgodon een relatief groot slaapvenster en een paar grote, conische hoektanden aan de voorkant van de kaak. Andere onderscheidende kenmerken van Gorgodon zijn de gefuseerde verbinding tussen de quadrata en squamosa en een overdwars lange processus pterygoideua  (een uitsteeksel dat zich uitstrekt naar het pterygoïde bot aan de onderkant van de schedel en een verband vormt tussen hersenpan en verhemelte).

## Fylogenie
Olson classificeerde Gorgodon als een zeer vroege therapside omdat het een heterodont gebit en een groot tijdelijk venster had dat niet werd gezien bij de meest basale synapsiden maar aanwezig was bij therapsiden. Hij plaatste het in de familie Phthinosuchidae omdat zijn tanden leken op die van Phthinosaurus, een raadselachtige therapside uit het Midden-Perm van Rusland die hoogstwaarschijnlijk een Dinocephalia is. De enige bekende tanden van Phthinosaurus komen echter uit zijn onderkaak en de bekende tanden van Gorgodon komen uit zijn bovenkaak. Olson redeneerde dat de vorm van de tanden van Gorgodon overeenkomt met wat zou worden verwacht voor de boventanden van Phthinosaurus, ook al zijn er geen homologe kenmerken tussen de twee taxa die een dergelijke verwantschap zouden ondersteunen. Olson dacht dat Gorgodon primitiever was dan Phthinosaurus, en dat beiden voorouders waren van een groep therapsiden die gorgonopsiden werden genoemd.
Sidor en Hopson (1995) stelden voor dat Gorgodon en verschillende andere vroege therapsiden die Olson beschreef vanuit de San Angelo-formatie in plaats daarvan de geplette overblijfselen waren van sphenacodontiden. Sphenacodontiden zijn een groep niet-therapside synapsiden die tijdens het Vroeg-Perm veel voorkwamen in wat nu het zuidwesten van de Verenigde Staten is. Hoewel Gorgodon hoogstwaarschijnlijk een niet-therapside synapside is, is de verwantschap met andere synapsiden niet beoordeeld vanwege het ontbreken van onderscheidende anatomische kenmerken.